# Amauris virginalis
Amauris virginalis är en fjärilsart som beskrevs av Köhler 1923. Amauris virginalis ingår i släktet Amauris och familjen praktfjärilar. Inga underarter finns listade i Catalogue of Life.